# Дорфен
Дорфен (нем. Dorfen) — город в Германии, в земле Бавария. 
Подчинён административному округу Верхняя Бавария. Входит в состав района Эрдинг.  Население составляет 13 723 человека (на 31 декабря 2010 года). Занимает площадь 99,60 км². Официальный код  —  09 1 77 115.

## Фотографии

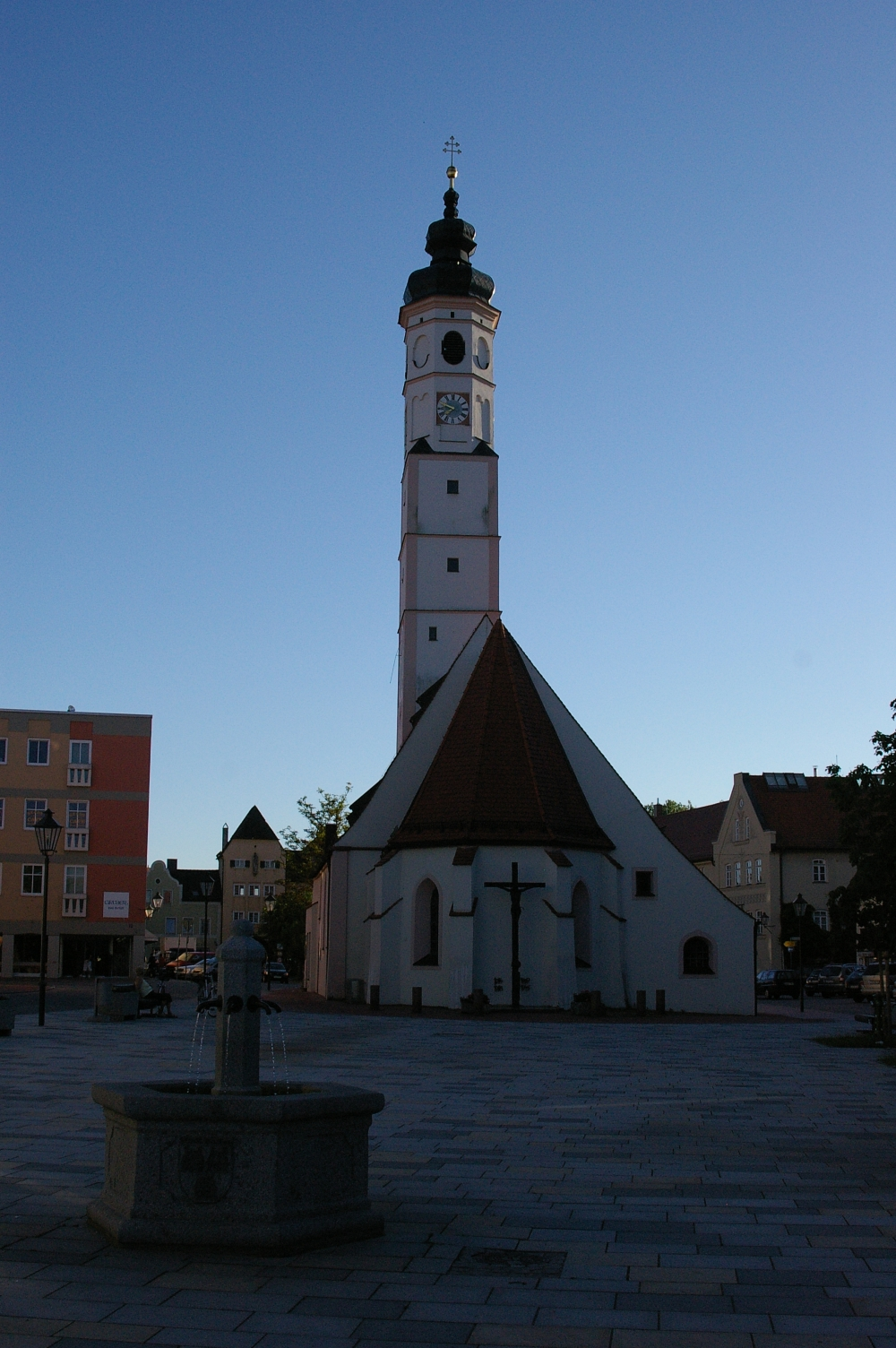
Рыночная площадь
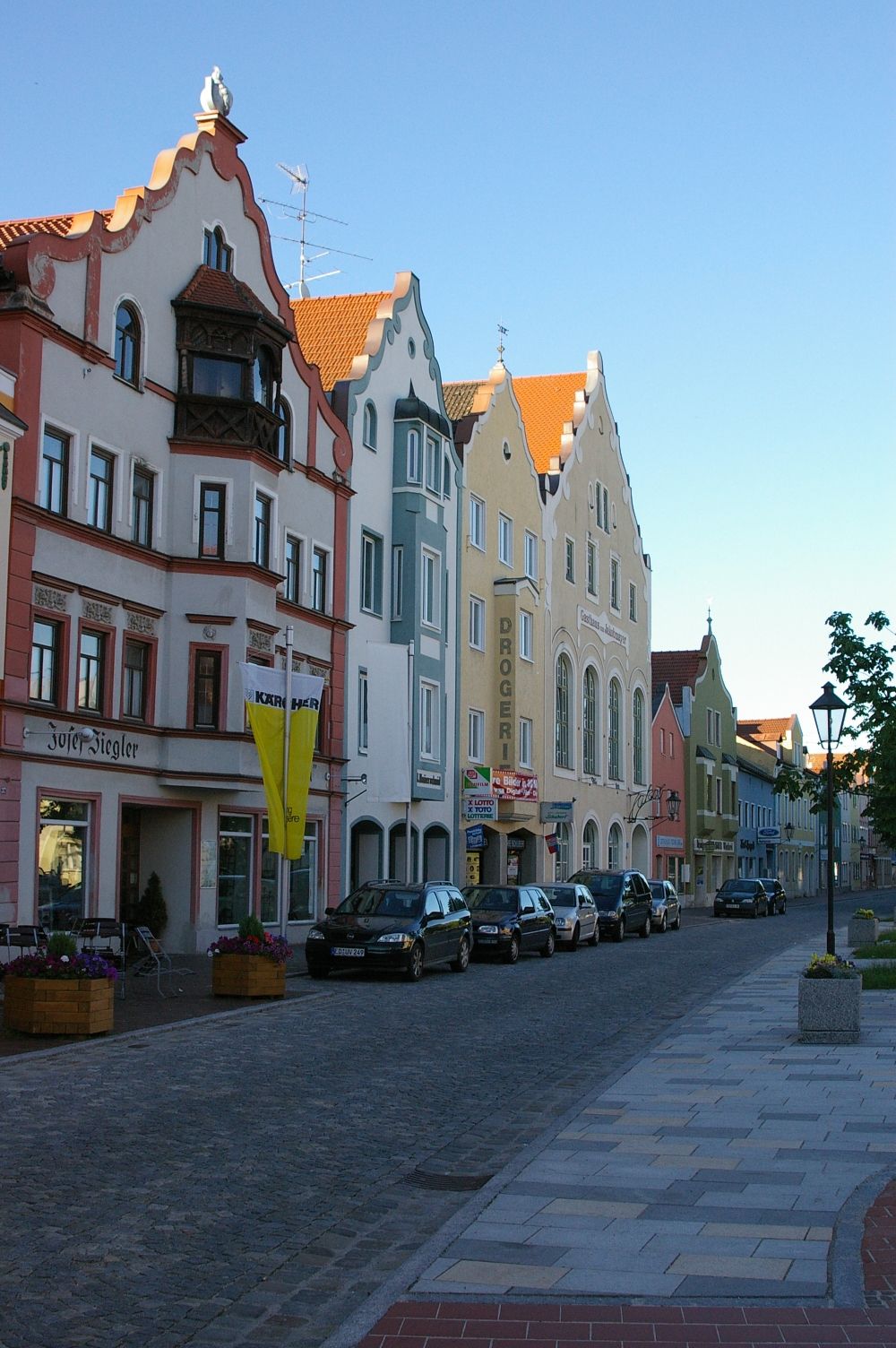
Рыночная площадь
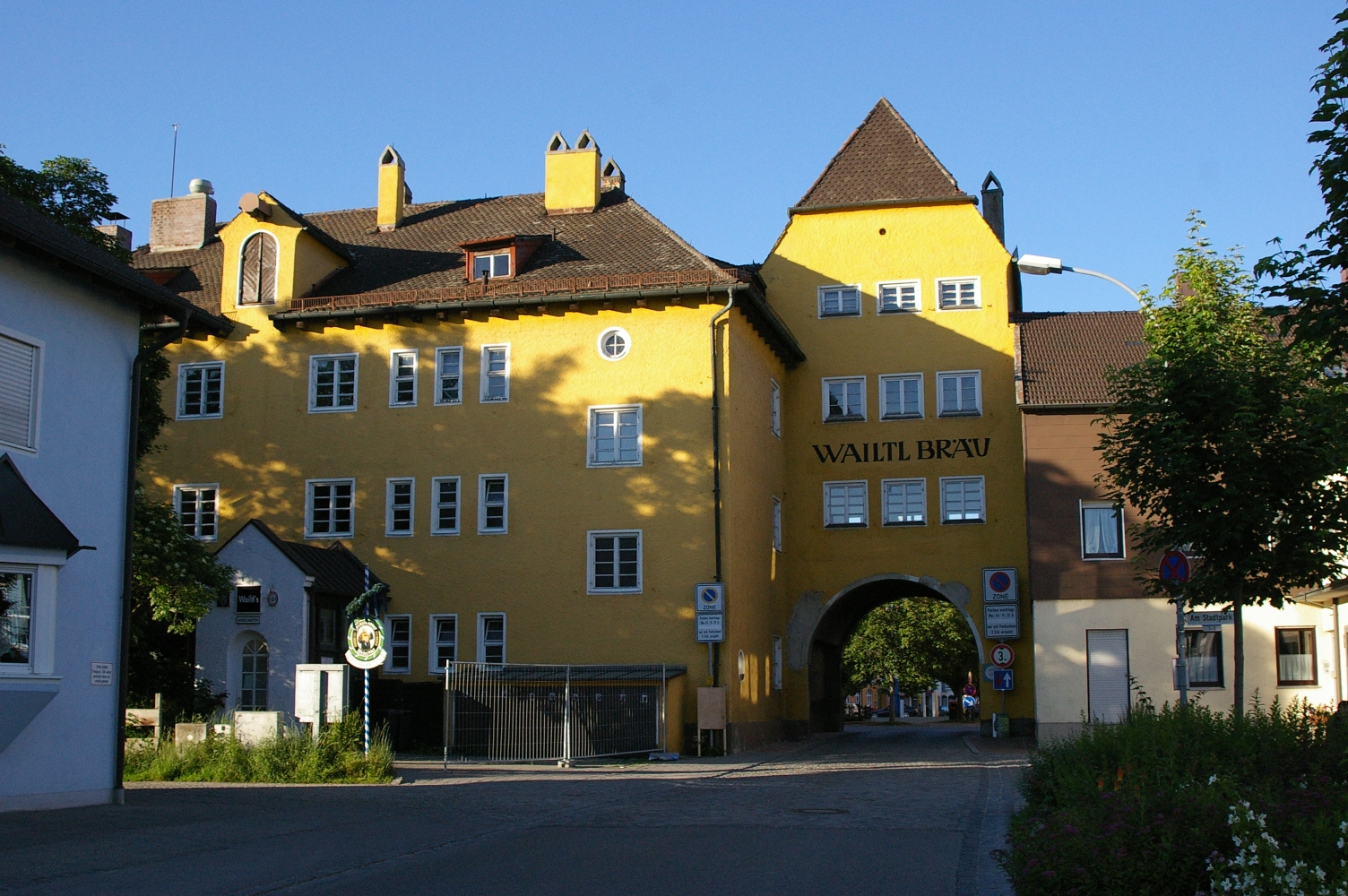
Рыночная площадь
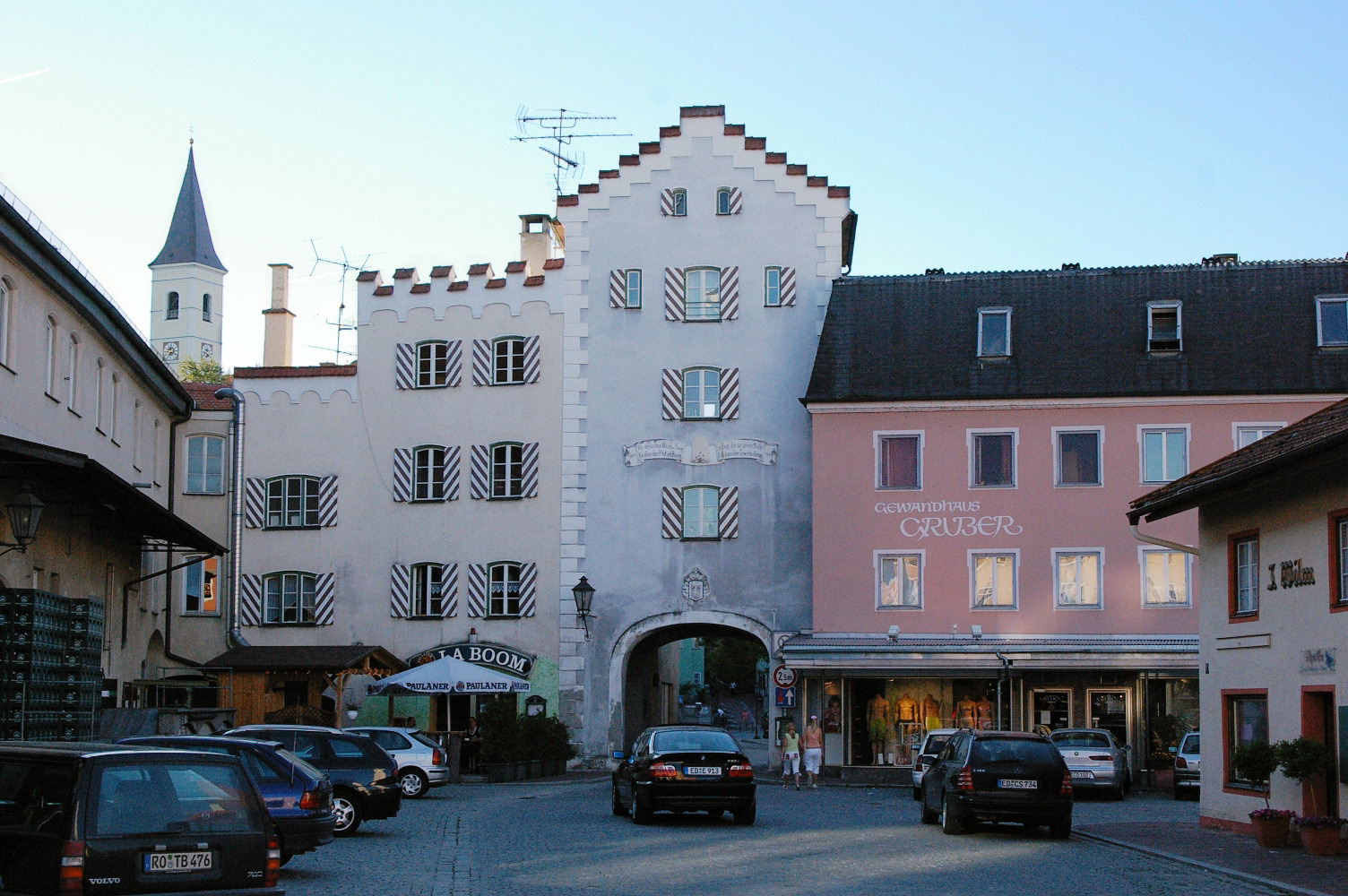
Рыночная площадь